# Blau d'Alvèrnia
El blau d'Alvèrnia (Blau d'Auvèrnhe en occità i Bleu d'Auvergne en francès) és un formatge blau que es fa a Alvèrnia amb llet crua o pasteuritzada de vaca i que tradicionalment té forma cilíndrica. Es beneficia des de 1975 d'una denominació d'origen controlada (AOC). La zona de producció del formatge blau d'Alvèrnia s'estén sobre dos departaments (Puèi Domat i Cantal) i cantons limítrofs (a l'Avairon, la Corresa, l'Alt Loira, l'Òlt i la Losera).

## Fabricació
Antigament es dipositaven les boles en unes grutes fredes de la regió on el formatge madurava lentament. Actualment el seu afinat, que dura unes quatre setmanes, es realitza en coves fresques i humides. La seva producció fou d'unes 6.434 tones el 2003.

## Degustació
Formatge de sabor fort i aromàtic, el formatge blau d'Alvèrnia sembla contenir els sabors de les herbes que creixen a les riques terres volcàniques. El seu període de degustació òptima es dona en els mesos de juny a agost, però és igualment saborós d'abril a setembre.
La seva pasta enganxosa té un sabor lleugerament agre a causa de les sals de què està impregnada.